# Wanyou wenku
Wanyou wenku (chinesisch 萬有文庫 / 万有文库) ist ein chinesisches Congshu, das ab 1929 bei Commercial Press in Shanghai erschien. Es umfasst 1721 Bände, verteilt auf 4.000 Teilbände. Wang Yunwu (王云五; 1888–1979), der Chef der Commercial Press, begann 1928 mit den Vorbereitungen für die Herausgabe der Reihe. Sie erschien von 1929 bis 1937 in zwei Reihen.